# Emilio Vidal (actor)

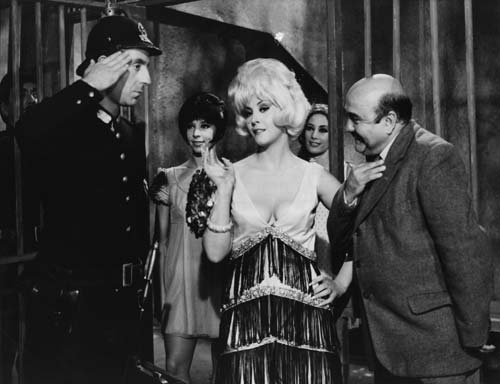
Tristán, Libertad Leblanc y Emilio Vidal (49), en la película La casa de Madame Lulú (1968).

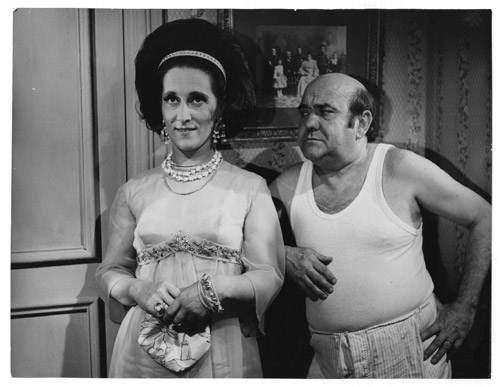
Noemí Manzano (1940-1990) y Emilio Vidal (52), en la película La guita (1970).

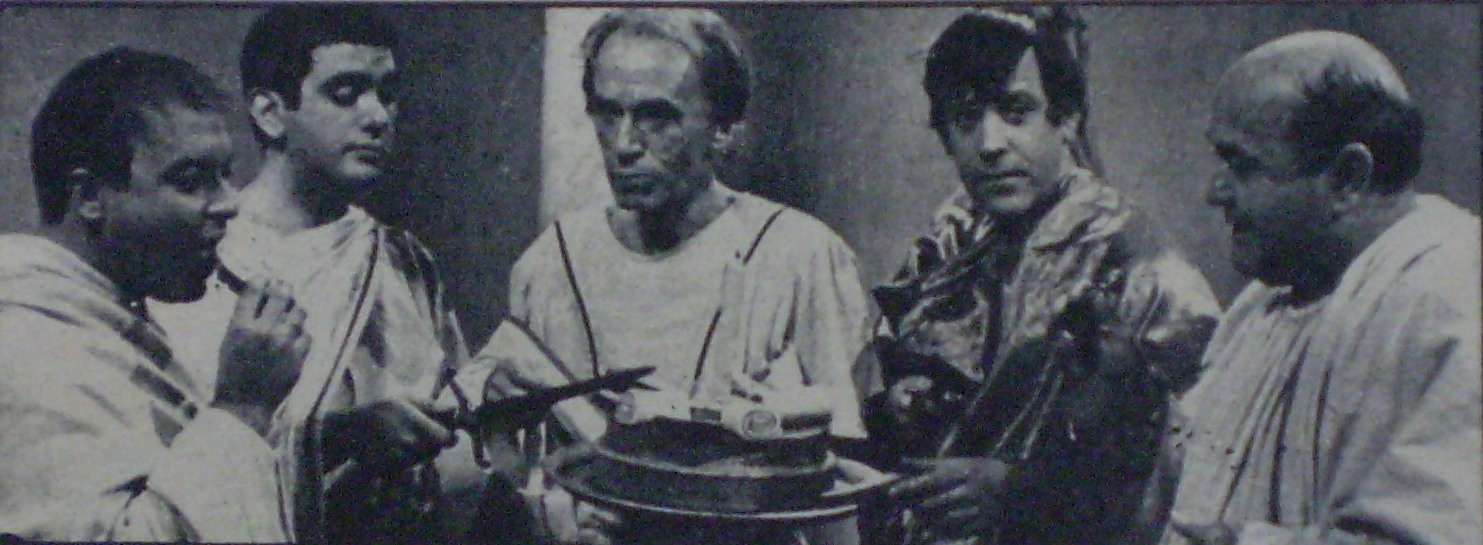
Parte del elenco del programa Telecataplúm (principios de 1976); de izquierda a derecha: Enrique Almada, Eduardo D’Ángelo, Raimundo Soto, Ricardo Espalter y Emilio Vidal (57).

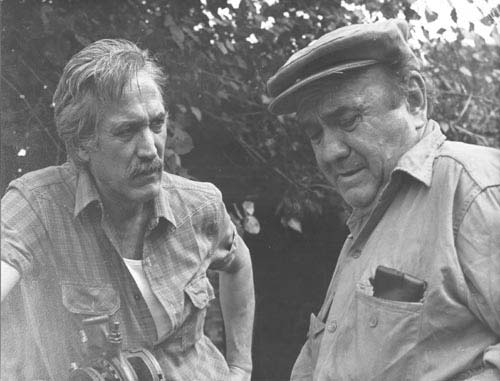
Federico Luppi y Emilio Vidal (65), en la película El arreglo (1983).

Emilio Vidal (Montevideo, 18 de octubre de 1918 - Buenos Aires, 15 de septiembre de 1994) fue un célebre y reconocido actor y humorista uruguayo de cine, teatro y televisión. Tuvo gran éxito en su país natal, como en Argentina.

## Biografía
Emilio Vidal o Guita Vidal, como se lo apodaba, fue un talentoso actor uruguayo que se convirtió en ciudadano argentino en 1984. Compartió escena con grandes como Jorge Porcel, Alberto Olmedo, Juan Carlos Calabró y Javier Portales.
Comenzó su carrera en 1950 en la que ha hecho de todo desde un romántico conquistador hasta un bailarín clásico.
Desarrollo su carrera artística en su Uruguay natal y luego en Argentina, cosechando éxitos en ambos países.

## Televisión
- 1961: Matraca boom
- 1963: Telecataplum, junto a un gran elenco como Gabriela Acher, Enrique Almada, Berugo Carambula y Henny Trayles.
- 1971: Politikabaret.
- 1971: El boliche de Marrone con José Marrone, Juanita Martínez, Oscar Valicelli, Raúl Lavié y Mónica Posse.
- 1973: Humorisqueta, junto a Norma Pons, Mimí Pons, Beba Bidart, Ulises Dumont, Hilda Suárez y Rafael Carret.
- 1975: Del cuarenta con amor.
- 1975: Garrafa, junto a Jorge Porcel.
- 1978: La vida en Calabroma, junto a Juan Carlos Calabró
- 1981: Calabromas, junto a Juan Carlos Calabró
- 1988: De carne somos, en el papel de El Cholo, junto a Guillermo Francella.
- 1989: Las comedias de Darío Vittori, en el decimotercer episodio, «Profecías son profecías», junto a Darío Vittori, Alicia Aller, Adriana Salgueiro, Alejandra Darín, Adrián Suar y Luis Cordara.
- 1992 / 1993: Son de Diez, en el papel de Francisco, junto a Javier Portales, Floria Bloise, Silvia Montanari, Claudio García Satur, Florencia Peña, Federico Olivera y Daniela Redín.

## Cine
- 1965: La industria del matrimonio, protagonizada por Tita Merello, Ángel Magaña, Henny Trayles y Andrés Redondo. Formó parte del segmento «Elixir de amor» de dicha película.
- 1968: La casa de Madame Lulú, con Juan Carlos Altavista, Libertad Leblanc, Elena Lucena y Alberto Anchart.
- 1969: ¡Qué noche de casamiento!, con Darío Vittori, Gilda Lousek y Fernando Siro.
- 1970: Un gaucho con plata
- 1970: El extraño del pelo largo, con Nacha Guevara, Mirta Busnelli y Eduardo Bergara Leumann.
- 1970: La guita, con Norman Briski
- 1970: Este loco verano, protagonizada por Lolita Torres, Jorge Barreiro e Ignacio Quirós
- 1970: Joven, viuda y estanciera
- 1971: El caradura y la millonaria, junto a Juan Carlos Altavista y María Vaner.
- 1972: La colimba no es la guerra.
- 1974: La Patagonia rebelde.
- 1976: La noche del hurto de Hugo Sofovich.
- 1976: Juan que reía, con Luis Brandoni, Luisina Brando y Ana María Campoy.
- 1976: Los hombres sólo piensan en eso, protagonizada por Alberto Olmedo, Susana Giménez y Jorge Porcel.
- 1977: Basta de mujeres, junto a Alberto Olmedo, Susana Giménez y Jorgelina Aranda.
- 1977: Patolandia nuclear, de Julio Saraceni con Rafael Carret, Alfredo Barbieri, Luis Medina Castro, Tito Gómez, Horacio Bruno y Peggy Sol.
- 1977: El espejo.
- 1978: Amigos para la aventura, dirigido y actuado por Palito Ortega, con Carlos Monzón y Juan Carlos Altavista
- 1978: Mi mujer no es mi señora con Alberto Olmedo, Nadiuska y Joe Rígoli.
- 1978: Encuentros muy cercanos con señoras de cualquier tipo, nuevamente con Porcel y Olmedo y la diva Moria Casán.
- 1979: Custodio de señoras, con Porcel, Graciela Alfano y Javier Portales.
- 1979: La nona, junto a Pepe Soriano, Juan Carlos Altavista y Osvaldo Terranova
- 1978: El rey de los exhortos con Alberto Olmedo y Susana Gimenez
- 1979: La carpa del amor, en compañía de Cacho Castaña, Jorge Horacio Martínez y Ricardo Darín.
- 1980: Gran valor, con Noemí Alan, Graciela Alfano y Luis Aranda.
- 1981: Gran Valor en la Facultad de Medicina, con Juan Carlos Calabró, Adriana Aguirre y Mónica Gonzaga.
- 1981: Abierto día y noche.
- 1982: Esto es vida
- 1982: Plata dulce, protagonizada por Federico Luppi, Julio De Grazia y Gianni Lunadei.
- 1983: El arreglo
- 1983: No habrá más penas ni olvido.
- 1986: Rambito y Rambón primera misión, junto a Porcel y Olmedo
- 1986: Las minas de Salomón Rey, junto a Rolo Puente y Tristán.
- 1986: Camarero nocturno en Mar del Plata, como Don Gregorio junto a Rolo Puente y Tristán.
- 1987: Me sobra un marido como Don Vittorio, al lado de Juan Carlos Calabró y Susana Giménez.
- 1987: El año del conejo
- 1987: Galería del terror.
- 1988: Paraíso relax
- 1988: Tres alegres fugitivos, con Juan Carlos Altavista, Carlos Balá y Tristán. Interpretando un papel de farmacéutico.
- 1991: Dios los cría, con Soledad Silveyra y Hugo Soto.

## Teatro
En teatro se lució en numerosas revistas teatrales como en espectáculos cómicos.
- El Maipo esta piantao (1970), estrenada en el Teatro Maipo, junto con Nélida Roca, Dringue Farías y Don Pelele.
- Maiporema (1971), con Jorge Porcel, Don Pelele, Zaima Beleño, Haydeé Padilla y May Avril.
- Chau... verano loco, estrenada en el Teatro Maipo, junto a Jorge Luz, Katia Iaros, Don Pelele, Carlos Scazziotta, Adriana Parets y Pedro Sombra.
- Vuelven los guapos (1984) en el Teatro Astral, con Jorge Porcel, Alberto Olmedo, Naanim Timoyko y Délfor Medina.

## Fallecimiento
Emilio Vidal murió en Buenos Aires, Argentina, el 15 de septiembre de 1994 a la edad de 75 años a causa de un cáncer de pulmón.